# BRM P180
La BRM P180 è una monoposto di Formula 1, costruita dalla scuderia inglese BRM per partecipare al Campionato mondiale di Formula 1 1972. 
Progettata da Tony Southgate, era alimentato da un motore BRM V12 da 3,0 litri. Una delle caratteristiche principali del P180 erano il posizionamento dei radiatori, messi sul retro del corpo vettura, facendo sì che il muso fosse molto ampio e piatto. Ha preso parte a 7 Gran Premi, gareggiando in cinque di essi. Il suo miglior piazzamento è un ottavo posto al Gran Premio d'Italia del 1972.